# Saison 2025-2026 du LOSC Lille
Chronologie
Saison précédente Saison suivante
La saison 2025-2026 du LOSC est la soixante-sixième saison du club nordiste en première division du championnat de France, la vingt-sixième consécutive du club au sommet de la hiérarchie du football français.
Le club évolue en Ligue 1, en Coupe de France et en Ligue Europa.

## Compétitions
| Championnat de France | Ligue Europa | Coupe de France |
| --------------------- | ------------ | --------------- |
|                       |              |                 |
| 0V 0N 0D              | 0V 0N 0D     | 0V 0N 0D        |
| TOTAL: 0V 0N 0D       |              |                 |

### Championnat
La Ligue 1 2025-2026 est la 88e édition du championnat de France de football et la 24e sous l'appellation « Ligue 1 ». La division oppose dix-huit clubs en une série de trente-quatre rencontres. Les meilleurs de ce championnat se qualifient pour les coupes d'Europe que sont la Ligue des Champions (les quatre premiers), la Ligue Europa (le cinquième et le vainqueur de la Coupe de France) et la Ligue Conférence (le sixième). Le LOSC participe à cette compétition pour la 66e fois de son histoire et la 26e fois de suite depuis la saison 2000-2001.
Lors de cette édition, le Paris Saint-Germain remet en jeu son titre de l'année dernière. La formation parisienne détient le record de victoires dans cette compétition, au nombre de treize. Les relégués de la saison précédente, le Montpellier HSC, l'AS Saint-Étienne et le Stade de Reims sont remplacés par le FC Lorient, champion de Ligue 2 en 2024-2025, le Paris FC et le FC Metz.

#### Aller
| Journée 1                   | Stade brestois 29                                  | 3 - 3   | LOSC                                                       |                                                                             |                                                                             |
| Dimanche 17 août 2025 15:00 | ( Baldé) Doumbia 34e 51e · ( Lala) Le Cardinal 75e | (1 - 2) | 11e Giroud ( Correia) · 26e Haraldsson · 66e Mukau ( Ngoy) | Stade Francis-Le Blé, Brest Diffuseur : Ligue 1+ Arbitrage : Clément Turpin | Stade Francis-Le Blé, Brest Diffuseur : Ligue 1+ Arbitrage : Clément Turpin |
| Dimanche 17 août 2025 15:00 | Doumbia 18e · Chardonnet 35e                       | Rapport | 15e Ngoy                                                   | Stade Francis-Le Blé, Brest Diffuseur : Ligue 1+ Arbitrage : Clément Turpin | Stade Francis-Le Blé, Brest Diffuseur : Ligue 1+ Arbitrage : Clément Turpin |

#### Classement
| Rang | Équipe            | Pts | J | G | N | P | Bp | Bc | Diff |
| ---- | ----------------- | --- | - | - | - | - | -- | -- | ---- |
| 7    | Angers SCO        | 3   | 1 | 1 | 0 | 0 | 1  | 0  | +1   |
| 8    | Stade rennais FC  | 3   | 1 | 1 | 0 | 0 | 1  | 0  | +1   |
| 9    | LOSC Lille        | 1   | 1 | 0 | 1 | 0 | 3  | 3  | 0    |
| 10   | Stade brestois 29 | 1   | 1 | 0 | 1 | 0 | 3  | 3  | 0    |
| 11   | FC Nantes         | 0   | 1 | 0 | 0 | 1 | 0  | 1  | −1   |

#### Évolution du classement et des résultats
| Journée  | 1 | 2 | 3 | 4 | 5 | 6 | 7 | 8 | 9 | 10 | 11 | 12 | 13 | 14 | 15 | 16 | 17 | 18 | 19 | 20 | 21 | 22 | 23 | 24 | 25 | 26 | 27 | 28 | 29 | 30 | 31 | 32 | 33 | 34 | Journées en tête | Journées sur le podium |
| -------- | - | - | - | - | - | - | - | - | - | -- | -- | -- | -- | -- | -- | -- | -- | -- | -- | -- | -- | -- | -- | -- | -- | -- | -- | -- | -- | -- | -- | -- | -- | -- | ---------------- | ---------------------- |
| Rang     | 9 |   |   |   |   |   |   |   |   |    |    |    |    |    |    |    |    |    |    |    |    |    |    |    |    |    |    |    |    |    |    |    |    |    | 0                | 0                      |
| Résultat | N |   |   |   |   |   |   |   |   |    |    |    |    |    |    |    |    |    |    |    |    |    |    |    |    |    |    |    |    |    |    |    |    |    | —                | —                      |

### Ligue Europa
La Ligue Europa 2025-2026 est la 55e édition de la Ligue Europa, la deuxième des compétitions européennes inter-clubs. Elle est divisée en deux phases, une phase de ligue de huit matchs, puis les huit premières équipes poursuivent la compétition en huitièmes de finale et les équipes classées entre la 9e et la 24e place s'affronteront en barrage de la phase à élimination directe.
Tottenham remet en jeu son titre de l'année précédente obtenu face à Manchester United.

### Coupe de France
La coupe de France 2025-2026 est la 109e édition de la coupe de France, une compétition à élimination directe mettant aux prises tous les clubs de football amateurs et professionnels à travers la France métropolitaine et les DOM-TOM. Elle est organisée par la FFF et ses ligues régionales.
Lors de cette édition 2024, le Paris Saint-Germain remet en jeu son titre de l'année dernière obtenu face au Stade de Reims. Par ailleurs, la formation parisienne détient le record de victoires dans cette compétition, au nombre de seize.

## Effectif professionnel actuel
Le premier tableau liste l'effectif professionnel du LOSC Lille pour la saison 2024-2025. Le second recense les prêts effectués par le club lors de cette même saison.
En grisé, les sélections de joueurs internationaux chez les jeunes mais n'ayant jamais été appelés aux échelons supérieurs une fois l'âge-limite dépassé ou les joueurs ayant pris leur retraite internationale.

## Statistiques

### Statistiques collectives
| Compétition     | Débute au tour  | Termine | Matches joués | Gagnés | Nuls | Perdus | Buts pour | Buts contre | Différence |
| --------------- | --------------- | ------- | ------------- | ------ | ---- | ------ | --------- | ----------- | ---------- |
| Ligue 1         | -               | -       | 1             | 0      | 1    | 0      | 3         | 3           | +0         |
| Ligue Europa    | -               | -       | 0             | 0      | 0    | 0      | 0         | 0           | +0         |
| Coupe de France | 1/32e de finale | -       | 0             | 0      | 0    | 0      | 0         | 0           | +0         |
| Total           | -               | -       | 1             | 0      | 1    | 0      | 3         | 3           | +0         |

### Statistiques individuelles

#### Statistiques buteurs
| Place | Nom              | Ligue 1 | Ligue Europa | Coupe de France | TOTAL des buts |
| 1     | Olivier Giroud   | 1       |              |                 | 1 but          |
| 1     | Hákon Haraldsson | 1       |              |                 | 1 but          |
| 1     | Ngal'ayel Mukau  | 1       |              |                 | 1 but          |
| Total | 3 buteurs        | 3 buts  | 0 but        | 0 but           | 3 buts         |

#### Statistiques passeurs
| Place | Nom           | Ligue 1  | Ligue Europa | Coupe de France | TOTAL des passes |
| 1     | Félix Correia | 1        |              |                 | 1 passe          |
| 1     | Nathan Ngoy   | 1        |              |                 | 1 passe          |
| Total | 2 passeurs    | 2 passes | 0 passe      | 0 passe         | 2 passes         |